# سيرينا بروك
سيرينا بروك (بالإنجليزية: Serena Brooke)‏ هي متركمجة أسترالية، ولدت في 9 يناير 1976 في Coolangatta ‏ في أستراليا.

## وصلات خارجية
- سيرينا بروك على موقع EncyclopediaOfSurfing.com (الإنجليزية)